# Almstedt
Almstedt è una frazione del comune tedesco di Sibbesse, in Bassa Sassonia.
Già comune autonomo, il 1º marzo 1974 al territorio comunale di Almstedt fu unito quello del soppresso comune di Segeste.
Apparteneva alla comunità amministrativa di Sibbesse.
Il comune di Almstedt fu soppresso il 1º novembre 2016 e unito a Sibbesse.